# Miyagawa Shunsui

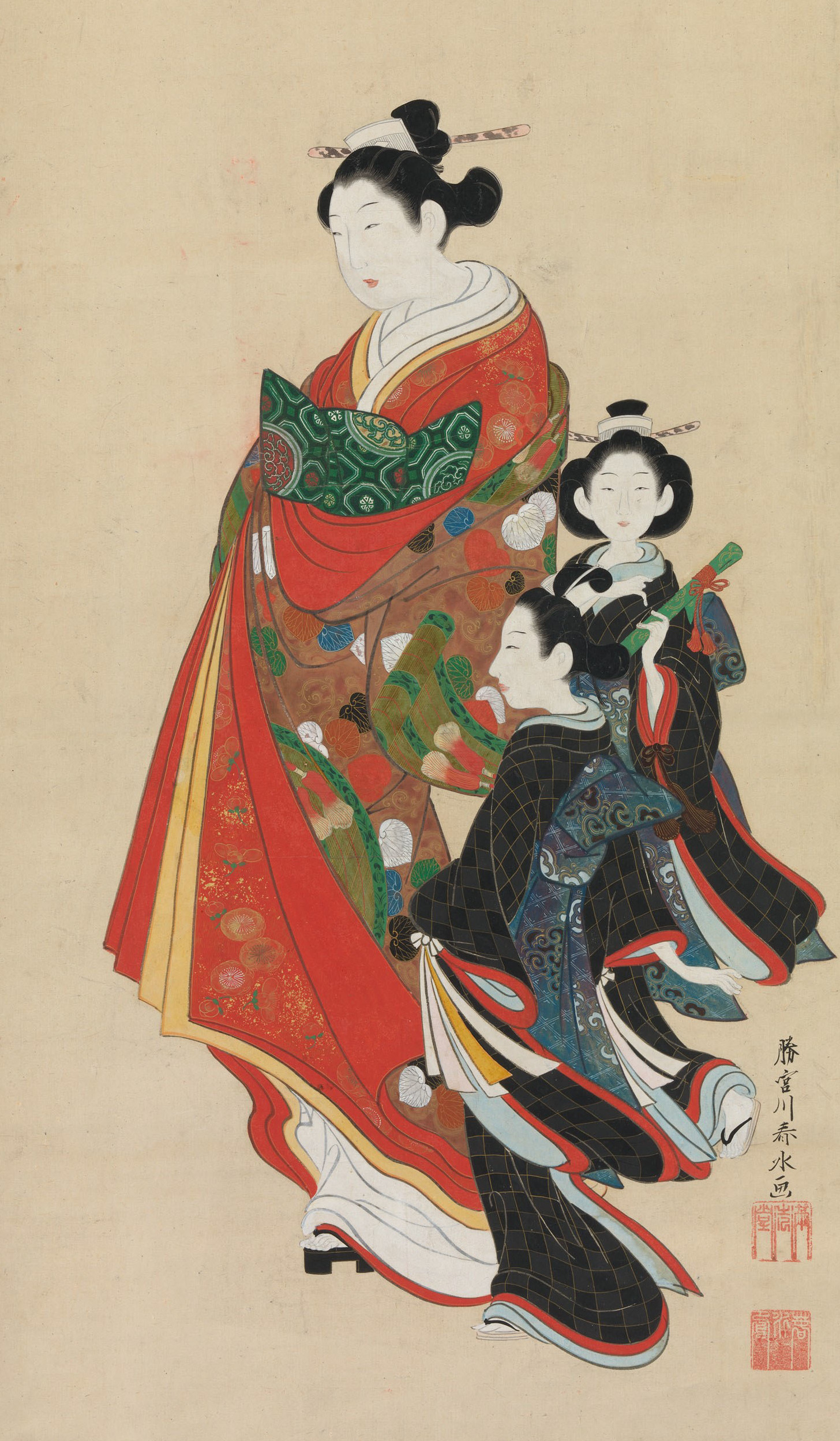
Cortigiana e attendenti.

Miyagawa Shunsui (宮川 春水?; fl. XVIII secolo) è stato un pittore e incisore giapponese, rappresentante del genere ukiyo-e.

## Biografia
Fu uno degli allievi principali di Miyagawa Chōshun, anch'egli prediligendo la rappresentazione della figura femminile, pur modificando negli anni il suo stile tanto da farlo avvicinare alle scuole di Sukenobu e Kawamata.
Il suo nome personale era Tōshirō, per poi assumore il nome di "Katsu-Miyagawa" e intorno al 1750 quello di "Katsukawa". Suo allievo principale fu Katsukawa Shunshō.